# Ine del Wessex
Ine (... – 728) fu sovrano del Wessex dal 688 al 726. All'ascesa al trono di Ine, il suo regno dominava gran parte dell'Inghilterra meridionale.
Tuttavia, non fu in grado di mantenere le conquiste territoriali del suo predecessore, Caedwalla, che aveva ampliato sostanzialmente il territorio dei sassoni occidentali. Entro la fine del regno di Ine, i regni di Kent, Sussex ed Essex non erano più sotto il dominio del Wessex; tuttavia, Ine mantenne il controllo di quello che oggi è l'Hampshire e consolidò ed estese il territorio del Wessex nella penisola occidentale.
Ine è noto per il suo codice di leggi (Ines asetnessa o "leggi di Ine"), che emanò intorno al 694. Queste leggi furono le prime emanate da un re anglosassone al di fuori del Kent. Fanno molta luce sulla storia della società anglosassone e rivelano le convinzioni cristiane di Ine. Il commercio aumentò in modo significativo durante il regno di Ine, con la città di Hamwic (ora Southampton) che divenne prominente. Fu probabilmente durante il regno di Ine che il Wessex iniziò a coniare moneta, anche se non ne è stata trovata nessuna che porti il suo nome.
Ine abdicò nel 726 per recarsi a Roma, lasciando, secondo le parole del cronista contemporaneo Beda, il regno a "uomini più giovani". Gli successe Aethelheard.

## Biografia
Le prime fonti concordano sul fatto che Ine fosse il figlio di Cenred e che Cenred fosse il figlio di Ceolwald; più indietro c'è meno accordo. Ine nacque intorno al 670 e aveva un fratello, Ingild, e due sorelle, Cuthburh e Cwenburg. Ingild è dato dalle genealogie reali anglosassoni come antenato del re Egberto del Wessex e dei successivi re d'Inghilterra. Cuthburh era sposato con re Aldfrith di Northumbria e Ine stesso era sposato con Æthelburg. Beda racconta che Ine era "del sangue reale", con cui intende la linea reale dei Gewisse, il primo nome tribale dei Sassoni occidentali.
La genealogia di Ine e dei re del Wessex è nota da due fonti: la cronaca anglosassone e l'elenco del regno genealogico dei Sassoni Occidentali. La cronaca fu creata alla fine del IX secolo, probabilmente alla corte di Alfredo il Grande, e alcuni dei suoi annali incorporavano brevi genealogie di re del Wessex. Questi sono spesso in contrasto con le informazioni più estese nell'elenco dei regni. Le incongruenze sembrano derivare dagli sforzi dei cronisti successivi per dimostrare che ogni re della lista discendeva da Cerdic, il fondatore, secondo la Cronaca, della linea dei Sassoni Occidentali in Inghilterra.
Il predecessore di Ine sul trono del Wessex era Caedwalla, ma c'è qualche incertezza sul passaggio da Caedwalla a Ine. Caedwalla abdicò nel 688 e partì per Roma per essere battezzato. Secondo l'elenco del regno genealogico dei Sassoni Occidentali, Ine regnò per 37 anni, abdicando nel 726. Queste date implicano che non salì al trono fino al 689, il che potrebbe indicare un periodo instabile tra l'abdicazione di Cædwalla e l'incoronazione di Ine. Ine potrebbe aver regnato insieme a suo padre, Cenred, per un periodo: ci sono prove deboli di regni congiunti e prove più forti di sottoregni che regnano sotto un sovrano dominante nel Wessex, non molto tempo prima. Ine riconosce l'aiuto di suo padre nel suo codice di leggi, e c'è anche una concessione di terra sopravvissuta che indica che Cenred stava ancora regnando nel Wessex dopo l'incoronazione di Ine.

## Regno
L'estensione del territorio del Wessex all'inizio del regno di Ine è abbastanza nota. L'alta valle del Tamigi su entrambi i lati del fiume era stata a lungo territorio dei Gewisse, sebbene Cædwalla avesse perso il territorio a nord del fiume a favore del regno di Mercia prima dell'ascesa di Ine. A ovest, Ceawlin del Wessex è noto per aver raggiunto il Canale di Bristol cento anni prima. Da allora i Sassoni occidentali si erano espansi più in basso nella penisola sud-occidentale, spingendo indietro il confine con il regno britannico di Dumnonia, che probabilmente era più o meno equivalente al moderno Devon e Cornovaglia. Sul confine orientale del Wessex c'era il regno dell'Essex, che includeva Londra e quello che oggi è il Surrey. A sud-est c'erano i sassoni del sud, sulla costa a est dell'isola di Wight. Oltre il Sussex c'era il regno del Kent.. Il predecessore di Ine, Cædwalla, si era fatto signore della maggior parte di questi regni meridionali, sebbene non fosse stato in grado di impedire le incursioni merciane lungo l'alto Tamigi.
Ine mantenne il controllo dell'isola di Wight e fece ulteriori progressi in Dumnonia, ma le conquiste territoriali ottenute da Cædwalla nel Sussex, nel Surrey e nel Kent furono tutte perse entro la fine del regno di Ine.

### Kent, Essex, Sussex e Surrey
Ine fece pace con il Kent nel 694, quando il suo re Wihtred diede a Ine una sostanziosa somma in compenso per la morte del fratello di Cædwalla, Mul, che era stato ucciso durante una ribellione del Kent nel 687. Il valore dell'importo offerto a Ine da Wihtred è incerto; la maggior parte dei manoscritti della cronaca anglosassone registra "trentamila" e alcuni specificano trentamila sterline. Se le sterline sono uguali a sceatta, allora questo importo è uguale al guidrigildo di un re, cioè la valutazione legale della vita di un uomo, secondo il suo grado.
Ine tenne sottomessi per un periodo i sassoni del sud, che erano stati conquistati da Cædwalla nel 686. Il re Nothelm del Sussex è indicato in una carta del 692 come parente di Ine (forse per matrimonio). Il Sussex era ancora sotto il dominio del Wessex nel 710, quando si dice che Nothhelm avesse fatto una campagna con Ine nell'ovest contro la Dumnonia.
Il controllo del Surrey, che potrebbe non essere mai stato un regno indipendente, passò tra Kent, Mercia, Essex e Wessex negli anni prima del regno di Ine. L'Essex includeva anche Londra e la diocesi di Londra includeva il Surrey; questa sembra essere stata una fonte di attrito tra Ine e i re dell'Essex e della Mercia, fino a quando la provincia non fu trasferita alla diocesi di Winchester nel 705. La prova del primo controllo di Ine sul Surrey viene dall'introduzione delle sue leggi, in cui egli si riferisce a Earconvaldo, vescovo di Londra, come "il mio vescovo". I successivi rapporti di Ine con i Sassoni orientali sono illuminati da una lettera scritta nel 704 o 705 dal vescovo Wealdhere di Londra a Brihtwold, l'arcivescovo di Canterbury. La lettera si riferisce a "controversie e discordie" sorte "tra il re dei Sassoni occidentali ei governanti del nostro paese". I governanti a cui si riferisce Wealdhere sono Sigeheard e Swaefred dei Sassoni orientali, e la causa della discordia fu il rifugio degli esiliati dai Sassoni occidentali da parte dei Sassoni orientali. Ine aveva accettato la pace a condizione che gli esiliati fossero espulsi. Un consiglio a Brentford era previsto per risolvere le controversie. A questo punto il Surrey era chiaramente sfuggito al controllo del Wessex.
Beda registra che Ine tenne sottomesso il Sussex per "diversi anni", ma nel 722 un esiliato di nome Ealdbert fuggì nel Surrey e nel Sussex, e di conseguenza Ine invase il Sussex. Tre anni dopo Ine invase di nuovo, questa volta uccidendo Ealdberht. Il Sussex si era evidentemente staccato dal dominio del Wessex qualche tempo prima. È stato suggerito che Ealdberht fosse un figlio di Ine, o un figlio del fratello di Ine, Ingild. It has been suggested that Ealdberht was a son of Ine, or a son of Ine's brother Ingild.

### Dumnonia e Mercia
Nel 710, Ine e Nothhelm combatterono contro Geraint di Dumnonia, secondo la cronaca anglosassone; Giovanni di Worcester afferma che Geraint fu ucciso in questa battaglia. Tradizionalmente si è pensato che l'avanzata di Ine gli portasse il controllo di quello che oggi è il Devon, il nuovo confine con la Dumnonia è il fiume Tamar. Tuttavia, questo non corrisponde a eventi successivi come la battaglia di Hehil o Atelstano che scacciò i britanni da Isca (Exeter). Gli Annales Cambriae, una cronaca del X secolo, registra che nel 722 gli inglesi sconfissero i loro nemici nella battaglia di Hehil. I "nemici" devono essere Ine o la sua gente, ma il luogo non è identificato; gli storici hanno suggerito posizioni sia in Cornovaglia che nel Devon.
Ine combatté una battaglia a Woden's Barrow nel 715, o contro i Merciani sotto Ceolred o insieme a loro contro un avversario senza nome; il risultato non viene registrato. Woden's Barrow è un tumulo, ora chiamato Adam's Grave, ad Alton Prior, nel Wiltshire. Ine potrebbe non aver recuperato nessuna delle terre a nord del Tamigi che erano appartenute ai Sassoni occidentali sotto i precedenti re, ma è noto che controllava la sponda meridionale: una carta del 687 lo mostra mentre cede un terreno alla chiesa di Streatley sul Tamigi e nella vicina Basildon.

### Altri conflitti
Nel 721, la cronaca registra che Ine uccise un Cynewulf, di cui non si sa nient'altro, sebbene il suo nome suggerisca un collegamento con la linea reale del Wessex. Sembra che subito dopo sorse una lite nella famiglia reale: nel 722, secondo la cronaca, la regina di Ine Æthelburg distrusse Taunton, che suo marito aveva costruito all'inizio del suo regno, intorno al 710.

## Politica Interna
La prima menzione della carica di ealdorman nel Wessex, ei primi riferimenti alle contee che guidavano, si verificano durante il regno di Ine. Potrebbe essere stato Ine a dividere il Wessex in qualcosa che si avvicinava alle moderne contee di Hampshire, Wiltshire, Somerset, Devon e Dorset, sebbene anche i precedenti confini amministrativi potessero aver influenzato questi confini. È stato anche suggerito che queste contee siano iniziate come divisioni del regno tra i membri della famiglia reale.
Intorno al 710, a metà del regno di Ine, l'insediamento commerciale di Hamwic si era stabilito sulla riva occidentale del fiume Itchen; il sito fa ora parte della moderna città di Southampton. Le merci scambiate in questo porto includevano navi di vetro e ritrovamenti di ossa di animali suggeriscono un commercio attivo di pelli. Ulteriori prove del commercio provengono da ritrovamenti di beni importati come pietre per macine, pietre per affilare e ceramiche; e reperti di sceatta dalla città includono monete frisone. I mestieri specializzati svolti nella città includevano la produzione di tessuti, la fucina e la lavorazione dei metalli. Non è noto se Ine si interessò ad Hamwic, ma alcuni dei beni che prediligeva, compresi i lussi, furono importati lì e probabilmente i mercanti avrebbero avuto bisogno della protezione reale. La popolazione totale di Hamwic è stata stimata in 5.000 persone, e questa stessa popolazione alta implica il coinvolgimento di Ine, poiché nessuno tranne il re sarebbe stato in grado di provvedere a sfamare e ospitare un gruppo così grande di persone.
La crescita del commercio dopo il 700 circa fu accompagnata da un'espansione dell'area di circolazione dello sceat, la moneta comune dell'epoca, fino a includere l'alta valle del Tamigi. Si pensa che la prima moneta del Wessex  sia stata coniata durante il regno di Ine, sebbene non siano state trovate monete con il suo nome: in genere gli sceatta non davano alcun accenno al re regnante.

## Leggi
Il primo codice di diritto anglosassone sopravvissuto, che potrebbe risalire al 602 o al 603, è quello di Etelberto del Kent il cui regno terminò nel 616. Negli anni 670 o 680 fu emesso un codice a nome di Hlothhere e Eadric del Kent. I successivi re a emanare leggi furono Wihtred del Kent e Ine.
Le date delle leggi di Wihtred e Ine sono alquanto incerte, ma c'è motivo di credere che le leggi di Wihtred furono emanate il 6 settembre 695, mentre le leggi di Ine furono scritte nel 694 o poco prima. Ine aveva recentemente concordato condizioni pacifiche con Wihtred sul risarcimento per la morte di Mul, e ci sono indicazioni che i due governanti abbiano collaborato in una certa misura nella produzione delle loro leggi. Oltre alla coincidenza dei tempi, c'è una clausola che appare in forma quasi identica in entrambi i codici. Un altro segno di collaborazione è che le leggi di Wihtred usano gesith, un termine sassone occidentale per nobile, al posto del termine del Kent eorlcund. È possibile che Ine e Wihtred abbiano emesso i codici di legge come atto di prestigio, per ristabilire l'autorità dopo periodi di interruzione in entrambi i regni.
Le leggi di Ine sopravvivono solo perché Alfredo il Grande le ha aggiunte al proprio codice di leggi. Il più antico manoscritto sopravvissuto, e l'unica copia completa, si trova al Corpus Christi College, Cambridge MS 173, che contiene i codici di legge di Alfred e Ine e il più antico testo esistente della Cronaca anglosassone. Sopravvivono altri due testi parziali. Uno era originariamente una copia completa delle leggi di Ine, parte della British Library MS Cotton Otho B xi, ma quel manoscritto fu in gran parte distrutto nel 1731 da un incendio ad Ashburnham House in cui solo i capitoli da 66 a 76.2 delle leggi di Ine sfuggirono alla distruzione. Un frammento delle leggi di Ine può essere trovato anche nel British Museum MS Burney 277.
È possibile che non abbiamo le leggi di Ine nella loro forma originale del VII secolo. Alfred menziona nel prologo alle sue leggi di aver rifiutato le leggi precedenti che non gli piacevano. Non ha specificato quali leggi ha omesso, ma se fossero quelle non più rilevanti ai suoi tempi, non si può presumere che la versione sopravvissuta delle leggi di Ine sia completa.
Il prologo alle leggi di Ine elenca i suoi consiglieri. Vengono nominate tre persone: i vescovi Earconvaldo ed Edda e il padre di Ine, re Cenred. Ine era un re cristiano, il cui intento di incoraggiare il cristianesimo è chiaro dalle leggi. Il giuramento di un comunicante, ad esempio, è dichiarato avere più peso di quello di un non cristiano; e vengono affrontati anche il battesimo e l'osservanza religiosa. Un'attenzione significativa è rivolta anche alle questioni civili, più che nelle leggi del Kent contemporanee.
Una delle leggi afferma che la Common land potrebbe essere racchiusa da diversi ceorls (il nome contemporaneo per uomini liberi sassoni). Qualsiasi ceorl che non riesce a recintare la sua quota, tuttavia, e consente al suo bestiame di vagare nel campo di qualcun altro è ritenuto responsabile per eventuali danni causati. Ciò non significa che la terra fosse tenuta in comune: ogni ceorl aveva la propria striscia di terra che lo sosteneva. È da notare che la legge di un re è necessaria per risolvere una questione relativamente minore; le leggi non menzionano il ruolo dei signori locali nell'ottenere l'obbedienza dai ceorls. È chiaro da questa e da altre leggi che gli inquilini detenevano la terra in possesso di un signore; lo stretto coinvolgimento del re indica che il rapporto tra signore e inquilino era sotto il controllo del re.
Le leggi che si occupano di bovini randagi forniscono le prime prove documentali per un sistema di allevamento in campo aperto. Dimostrano che l'agricoltura in pieno campo era praticata nel Wessex al tempo di Ine, ed è probabile che questo fosse anche il metodo agricolo prevalente nelle Midlands inglesi e fino a Lindsey e Deira. Tuttavia, non tutto il Wessex utilizzava questo sistema: non veniva utilizzato nel Devon, ad esempio. La legge che menziona un "cantiere" di terreno è la prima menzione documentata di quell'unità. Un cortile era un'unità di terra pari a un hide; un hide era variabile da un luogo all'altro ma poteva arrivare fino a 120 acri (49 ettari). Il cortile in questo senso divenne in seguito il feudo stendardo del villano medioevale, e fu conosciuto come la virgata. Uno storico ha commentato che "gli inizi di un'economia signorile sono chiaramente visibili nelle leggi di Ine".
La multa per aver trascurato il fyrd, l'obbligo di prestare il servizio militare per il re, è fissata a 120 scellini per un nobile e 30 scellini per un ceorl, rivelando incidentalmente che i ceorls dovevano prestare servizio nell'esercito. Gli studiosi non sono d'accordo sul valore militare del ceorl, ma non sorprende che tutti gli uomini liberi avrebbero combattuto, poiché la sconfitta avrebbe potuto significare schiavitù.
Un'altra legge specificava che chiunque fosse accusato di omicidio richiedeva almeno una persona di alto rango tra i suoi "assistenti al giuramento". Un aiutante di giuramento avrebbe prestato giuramento per conto di un accusato, per scagionarlo dal sospetto del crimine. Il requisito di Ine implica che non si fidasse di un giuramento prestato solo dai contadini. Può rappresentare un cambiamento significativo rispetto a un tempo precedente in cui ci si aspettava che i parenti di un uomo lo sostenessero con giuramenti.
Le leggi prevedevano disposizioni separate per i sudditi inglesi e britannici di Ine, favorendo i primi rispetto ai secondi; i guidrigildi pagati per i britannici erano la metà di quelli pagati per i sassoni della stessa classe sociale, e anche i loro giuramenti contavano meno. L'evidenza che forniscono per l'integrazione incompleta delle due popolazioni è supportata da ricerche sulla storia dei toponimi, la storia delle case religiose e l'archeologia locale, il che indica che la parte occidentale del Wessex era scarsamente abitata dai nuovi arrivati germanici all'epoca delle leggi sono stati emessi. È da notare che, sebbene emesso dal re sassone di un regno sassone, il termine usato nelle leggi per definire i sudditi germanici di Ine è inglese. Ciò riflette l'esistenza, anche in questa prima data, di un'identità inglese comune che comprende tutti i popoli germanici della Gran Bretagna.

## Cristianità
Ine era un re cristiano, che regnava come patrono e protettore della chiesa. L'introduzione alle sue leggi nomina i suoi consiglieri, tra i quali Earconvaldo, vescovo di Londra ed Edda, vescovo di Winchester; Ine dice che le leggi furono fatte anche con il consiglio e l'istruzione di "tutti i miei ealdormen, e capi consiglieri del mio popolo, e anche una grande assemblea dei servi di Dio". Le stesse leggi dimostrano le convinzioni cristiane di Ine, specificando multe per il mancato battesimo dei bambini o per la decima. Ine sostenne la chiesa patrocinando le case religiose, specialmente nella nuova diocesi di Sherborne, che era stata divisa dalla diocesi di Winchester nel 705. Ine si era opposto a questa divisione, ignorando le minacce di scomunica da Canterbury, ma acconsentì quando il vescovo Edda morì.
I primi monasteri della Sassonia occidentale furono fondati durante il regno di Ine dalla parente di Ine, Bugga, figlia del re Centwine, e dalla sorella di Ine, Cuthburh, che fondò l'abbazia di Wimborne ad un certo punto dopo essersi separata dal marito, il re Aldfrith di Northumbria. Su suggerimento del vescovo Aldelmo di Malmesbury nel 705, Ine costruì la chiesa che in seguito divenne la cattedrale di Wells, e la cronaca anglosassone registra anche che Ine costruì una cattedrale a Glastonbury. Questo deve riferirsi a un'ulteriore costruzione o ricostruzione poiché esisteva già un monastero britannico a Glastonbury.
A Ine è stato attribuito il merito di aver sostenuto la creazione di una chiesa organizzata nel Wessex, anche se non è chiaro se questa fosse una sua iniziativa. È anche collegato ai più antichi sinodi del Wessex conosciuti, presiedendone uno lui stesso e apparentemente rivolgendosi ai religiosi riuniti.
Secondo la tradizione, a Ine fu dedicata la chiesa di Sant'Ina a Llanina vicino a New Quay, nel Galles. Tuttavia, è più probabile che questa chiesa sia dedicata a Santa Ina una gallese del V secolo.

## Abdicazione, successione e vita a Roma
Nel 726 Ine abdicò senza eredi evidenti e, secondo Beda, lasciò il suo regno a "uomini più giovani" per recarsi, con la moglie Æthelburg, a Roma dove morirono entrambi; anche il suo predecessore, Caedwalla, aveva abdicato per andare a Roma e lì fu battezzato da Papa Sergio. Si pensava che un pellegrinaggio a Roma aiutasse la propria possibilità di accoglienza in paradiso e, secondo Beda, molte persone si recarono a Roma in questo momento per questo motivo: "... nobili e semplici, laici e clero, uomini e donne allo stesso modo". Tradizionalmente si suppone che Ine o Offa di Mercia vi abbiano fondato la Schola Saxonum, in quello che oggi è il rione romano di Borgo. La Schola Saxonum prese il nome dalle milizie sassoni che prestavano servizio a Roma, ma alla fine si sviluppò in un'osteria per i visitatori inglesi della città. Secondo Ruggero di Wendover, Ine fondò la Schola Saxonum nel 727. Per questa conclusione pia della vita di Ine, la confusione con San Riccardo ha fatto erroneamente ritenere re del Wessex quest'ultimo.
Il successore di Ine, fu il re Etelardo; non è noto se Etelardo fosse imparentato con Ine, sebbene alcune fonti successive affermino che Etelardo fosse il cognato di Ine. La successione al trono di Etelardo fu contestata da un aetheling, Oswald, e potrebbe essere che il sostegno merciano a Etelardo, all'indomani dell'abdicazione di Ine, contribuì a stabilire Etelard come re e a portarlo anche nella sfera di influenza di Aethelbald di Mercia.

## Culto
Non vi sono prove che Ine e sua moglie abbiano ricevuto un culto liturgico come santi e che lo stesso Ine abbia fondato una scuola o un ospizio anglo-sassone a Roma, tuttavia è commemorato al 6 febbraio in tardivi martirologi inglesi e dell'Ordine Benedettino.